# セーカー砲

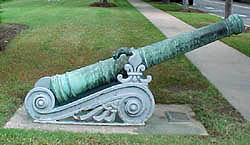
17世紀のスペインのセーカー砲

セーカー砲（セーカーほう、英語: Saker）は近世に用いられた弾丸重量5ポンドクラスの小口径前装式大砲。
小型船にも搭載できる様に小型化された砲でカルバリン砲よりも弾丸重量が小さいが、その代わり装薬量を増やし砲身長を長くする事で長射程を可能とした。
日本の記録に登場するのは、大坂の陣直前に徳川家康がイギリスより輸入したものが最初である。大坂の陣で使用されたか否かは記録が存在しない。